# MEASAT-1
O MEASAT-1 (também conhecido por Africasat 1 e Afrisat 1) foi um satélite de comunicação geoestacionário malaio construído pela Hughes. Na maior parte de sua vida ele esteve localizado na posição orbital de 91,5 graus de longitude leste e era operado pela MEASAT. O satélite foi baseado na plataforma HS-376 e sua expectativa de vida útil era de 12 anos. O mesmo saiu de serviço em abril de 2013 e foi transferido para uma órbita cemitério.

## Lançamento
O satélite foi lançado com sucesso ao espaço no dia 13 de janeiro de 1996, por meio de um veículo Ariane-44L H10-3, lançado a partir do Centro Espacial de Kourou, na Guiana Francesa, juntamente com o satélite PAS-3R. Ele tinha uma massa de lançamento de 1.450 kg.

## Capacidade e cobertura
O MEASAT-1 era equipado com 12 transponders em banda C e 5 banda Ku para fornecer transmissão de vídeo digital e áudio, VSAT nacional e internacional e serviços de telecomunicações, bem como acesso à Internet de alta velocidade para a região da Ásia-Pacífico.